# صندوق الشرقي (المحفد)
صندوق الشرقي هي إحدى قرى عزلة المحفد بمديرية المحفد التابعة لمحافظة أبين، بلغ تعداد سكانها 540 نسمة حسب تعداد اليمن لعام 2004.